# Wang Chung
A Wang Chung angol új hullámos (new wave)/pop rock együttes. Legismertebb daluknak a "Dance Hall Days" számít, amely a 2002-es Grand Theft Auto: Vice City videójátékban is szerepelt. Nevük a kínai nyelven "sárga csengőt" jelent.

## Története
1980-ban alakultak meg Londonban. Két tagból áll: Nick Feldman gitáros és Jack Hues énekes. Első nagylemezüket 1982-ben adták ki. Tagjai a Melody Maker magazinban feladott hirdetés hatására találkoztak. Eredetileg "Huang Chung" írásmóddal szerepeltek, de mivelhogy az emberek folyamatosan rosszul ejtették a nevüket, ezért "Wang Chung"-ra változtatták. Lemezeiket az Arista Records és Geffen Records kiadók dobják piacra. 1990-ben feloszlottak, de 1997-ben újraegyesültek.

## Diszkográfia
- Huang Chung (1982)
- Points on the Curve (1984)
- Mosaic (1986)
- The Warmer Side of Cool (1989)
- Tazer Up! (2012)
- Orchesography (2019)

## Egyéb kiadványok
- To Live and Die in L.A. (1985, soundtrack album)
- Abducted by the 80's (EP, 2010)